# 瓊塔山 (胡寧-利馬)
11°29′47″S 76°22′38″W / 11.49639°S 76.37722°W
瓊塔山（Chunta），是秘魯的山峰，位於該國中部胡寧大區和利馬大區，由馬爾卡波馬科查區、瓦羅斯區和萬薩區負責管轄，屬於安地斯山脈的一部分，海拔高度5,208米。